# Pilichremylus annulicornis
Pilichremylus annulicornis är en stekelart som beskrevs av Sergey A. Belokobylskij 1992. Pilichremylus annulicornis ingår i släktet Pilichremylus och familjen bracksteklar. Inga underarter finns listade i Catalogue of Life.